# The Woods Band
The Woods Band war eine britisch-irische Folk-Rock-Band. Sie wurde 1970 vom Ehepaar Gay und Terry Woods gegründet. Unter dem Namen Gay & Terry Woods veröffentlichten die beiden Gründer unter der Mitwirkung der ehemaligen Bandmitglieder weiterhin Alben. Die Musiker wurden aber nicht als Mitglieder, sondern als Sessionmusiker betrachtet.

## Geschichte
Nachdem Terry und Gay Woods die Band Steeleye Span nach Differenzen verlassen hatten, gründeten sie zusammen mit Ed Deane, Austin Corcoran und Pat Nash die Woods Band. Terry Woods schlug den Uilleann-Pipe-Spieler Paddy Keenan für die Band vor, er kam stattdessen zur Bothy Band. Ihr erstes, mit dem Bandnamen betiteltes Album wurde 1971 veröffentlicht und von der Kritik gelobt.
In der darauffolgenden Zeit reiste die Band vermehrt durch die Niederlande und Skandinavien, da nach Gay Woods England „für diese Art von Electric Folk nicht geeignet war“ und „in Irland damals nicht einmal ein Auftritt arrangiert werden konnte“. Die Band verdiente sich durch Auftritte in den Niederlanden das nötige Geld, um das Projekt am Laufen zu halten.
Als die Band keinen Vertrag für ein zweites Album bekam, löste sie sich kurzfristig auf. Terry und Gay Woods kehrten nach Irland zurück und begannen Songs unter dem Namen Gay & Terry Woods zu schreiben. Bald ergab sich ein Angebot für einen Plattenvertrag vom Label PolyGram. Die ehemaligen Mitglieder der Woods Band wurden für die Aufnahmen als Sessionmusiker verpflichtet. Das Duo veröffentlichte sein erstes Album, Backwoods, im Jahr 1975. Darauf folgten 1976 die Alben Renowned und The Time Is Right. Ihre letzte Veröffentlichung, Tenderhooks erschien im Jahr 1978.
Terry und Gay Woods ließen sich 1979 scheiden, darauf zerbrach die Band. Gay Woods wurde später ein Mitglied der Band Auto Da Fe, im Jahr 1995 schloss sie sich wieder Steeleye Span an. Terry Woods wurde 1986 ein Mitglied der Folk-Punk-Band The Pogues.

## Diskografie

### Als The Woods Band
- 1971: The Woods Band

### Als Gay & Terry Woods
- 1975: Backwoods
- 1976: Renowned
- 1976: The Time Is Right
- 1978: Tenderhooks